# Purpurbadis
Purpurbadis (Dario hysginon) är en fiskart som beskrevs av Kullander och Ralf Britz 2002. Purpurbadis ingår i släktet Dario och familjen Badidae. IUCN kategoriserar arten globalt som livskraftig. Inga underarter finns listade i Catalogue of Life.